# Parmeliàcies
Les parmeliàcies (Parmeliaceae) són una família de fongs ascomicots liquenitzats de l'ordre dels lecanorals (Lecanorales). Les seves espècies formen líquens de tal·lus foliaci o rarament fruticulós, amb estructura estratificada. Els gonidis pertanyen a la família de les clorococcàcies. Els apotecis són lecanorins amb l'hipoteci incolor. Els conidiòfors són amb freqüència endobasidiats.

## Taxonomia
La família Parmeliaceae inclou més de 2.700 espècies en 71 gèneres, essent la família més gran formadora de líquens.
Alguns tàxons de parmeliàcies amb interès són Usnea, Evernia prunastri i Cetraria islandica.